# 오키나와 해안 국정공원

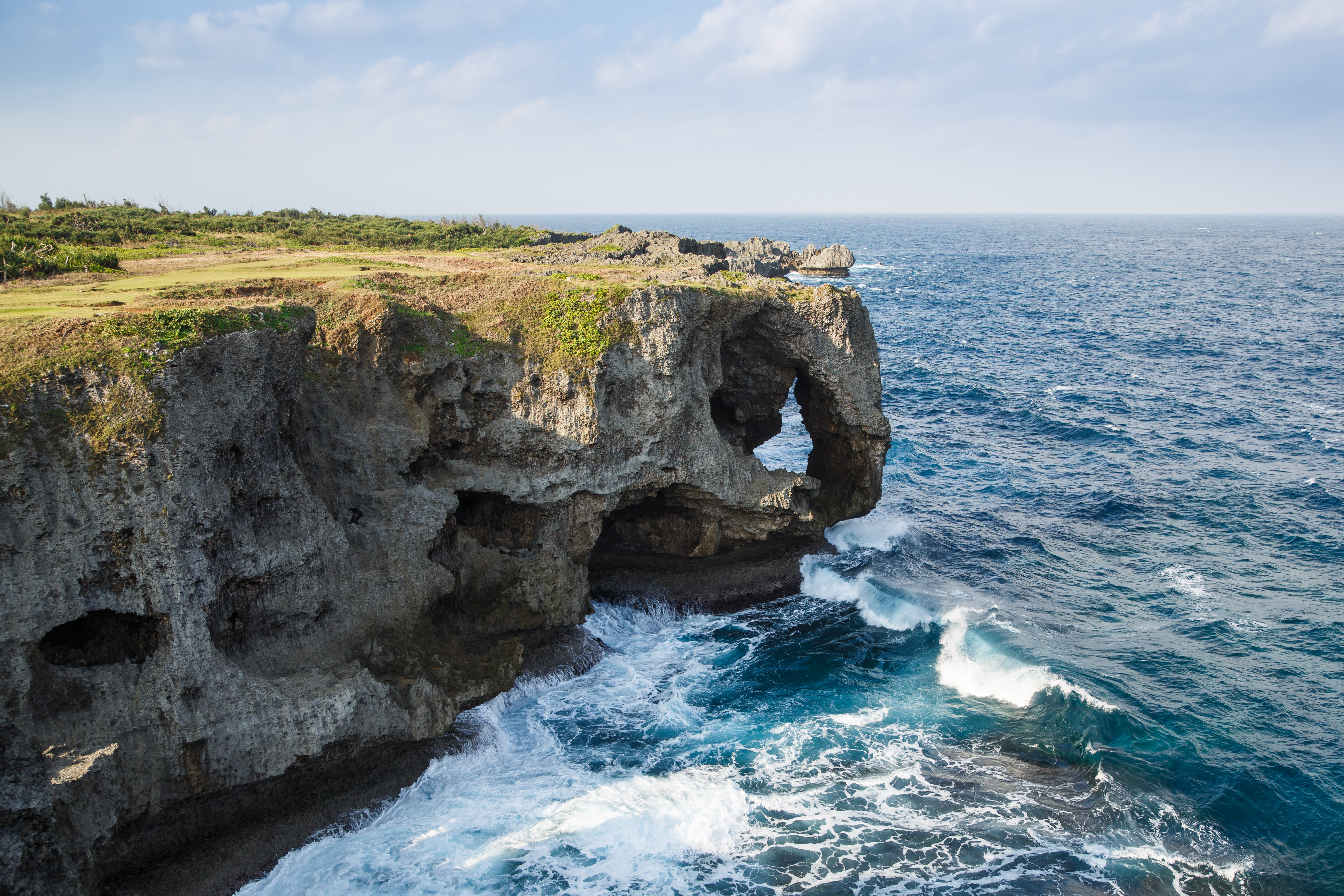
만자모

오키나와 해안 국정공원(일본어: 沖縄海岸国定公園)은 일본 오키나와섬 중부 요미탄촌의 잔파곶부터 북부의 구니가미촌 서해안 및 모토부반도에 걸쳐 있는 국정공원이다. 게라마 제도 주변은 1978년에 이 공원으로 추가 지정되었으나, 2014년 3월에 이 공원 지역에서 해지되는 동시에 새로 게라마 제도 국립공원으로 지정되었다. 또한 2016년 9월 15일에 신규 지정된 얀바루 국립공원에 이 공원의 일부였던 오키나와섬 북부(얀바루)의 일부가 편입되었다.

## 같이 보기
- 일본의 국립공원
- 오키나와 전적 국정공원